# Nati nel 1929/Gennaio
| Questa pagina contiene informazioni ricavate automaticamente dalle voci biografiche con l'ausilio del template Bio e di un bot. L'aggiornamento è periodico e automatico e ricostruisce completamente la pagina. Se manca una persona in questa lista, sei pregato di non aggiungerla, ma accertati piuttosto che la sua voce biografica contenga il template Bio e che i dati anagrafici siano correttamente compilati. Se il template Bio manca, inseriscilo tu stesso o, in alternativa, metti l'avviso {{tmp\|Bio}} che ne segnala la mancanza. Se i dati riportati sono sbagliati, correggi direttamente la voce biografica; le modifiche saranno visibili in questa lista entro pochi giorni. Per chiarimenti vedi il progetto biografie. La lista contiene solo le 206 persone che sono citate nell'enciclopedia e per le quali è stato implementato correttamente il template Bio. Pagina aggiornata al 18 ago 2025. |

- 1º gennaio - Adil Atan, lottatore turco († 1989)
- 1º gennaio - Domenico Bacchi, politico italiano († 2013)
- 1º gennaio - Yehoshua Robert Büchler, storico ceco († 2009)
- 1º gennaio - Cordelia Edvardson, giornalista e scrittrice tedesca († 2012)
- 1º gennaio - Metin Erksan, regista e sceneggiatore turco († 2004)
- 1º gennaio - Robert Fischell, fisico e inventore statunitense
- 1º gennaio - Franco Franchi, cantante e paroliere italiano († 1998)
- 1º gennaio - Raffaello Funghini, arcivescovo cattolico italiano († 2006)
- 1º gennaio - Aulis Kallakorpi, saltatore con gli sci finlandese († 2005)
- 1º gennaio - Haruo Nakajima, attore e stuntman giapponese († 2017)
- 1º gennaio - Zbigniew Nienacki, scrittore polacco († 1994)
- 1º gennaio - Luigi Porcari, politico e avvocato italiano († 1999)
- 1º gennaio - Elio Providenti, bibliotecario, scrittore e storico italiano
- 1º gennaio - Giacomo Soffiantino, pittore italiano († 2013)
- 1º gennaio - Don Sullivan, attore, cantante e compositore statunitense († 2018)
- 1º gennaio - Luc Van Hoyweghen, calciatore belga († 2013)
- 2 gennaio - Charles Beaumont, scrittore e sceneggiatore statunitense († 1967)
- 2 gennaio - Yılmaz Gündüz, cestista, attore e regista turco († 1997)
- 2 gennaio - Don Heck, fumettista statunitense († 1995)
- 2 gennaio - Nicolae Linca, pugile rumeno († 2008)
- 2 gennaio - Leonetta Marcotulli, scultrice e pilota automobilistica italiana († 2025)
- 2 gennaio - Boris Tišin, pugile sovietico († 1980)
- 2 gennaio - Sol Tolchinsky, cestista canadese († 2020)
- 2 gennaio - Lorenzo Tomatis, oncologo e epidemiologo italiano († 2007)
- 2 gennaio - Honza Treichlinger, cantante ceco († 1944)
- 3 gennaio - Lorenzo Bellomi, vescovo cattolico italiano († 1996)
- 3 gennaio - Franco Cavallo, scrittore e poeta italiano († 2005)
- 3 gennaio - Sergio Leone, regista, sceneggiatore e produttore cinematografico italiano († 1989)
- 3 gennaio - Marilyn Lloyd, politica statunitense († 2018)
- 3 gennaio - Gordon Moore, imprenditore e informatico statunitense († 2023)
- 3 gennaio - Werner Otto, calciatore tedesco († 2025)
- 4 gennaio - Arik Brauer, artista austriaco († 2021)
- 4 gennaio - Zygmunt Olesiewicz, allenatore di pallacanestro polacco († 1993)
- 4 gennaio - Günter Schabowski, politico tedesco († 2015)
- 5 gennaio - Alf Ackerman, allenatore di calcio e calciatore sudafricano († 1988)
- 5 gennaio - Walter Brandmüller, cardinale, arcivescovo cattolico e storico tedesco
- 5 gennaio - Vladimir Sergeevič Byčkov, regista sovietico († 2004)
- 5 gennaio - Edda Ducci, filosofa italiana († 2007)
- 5 gennaio - Ignacio Garate, calciatore spagnolo († 2007)
- 5 gennaio - Wilbert Harrison, cantante e musicista statunitense († 1994)
- 5 gennaio - Alex Jany, nuotatore e pallanuotista francese († 2001)
- 5 gennaio - Jack Kiley, cestista statunitense († 1982)
- 5 gennaio - Olavi Lahtinen, cestista e calciatore finlandese († 1965)
- 5 gennaio - Robert K. Massie, storico, saggista e biografo statunitense († 2019)
- 5 gennaio - Aulis Rytkönen, calciatore e allenatore di calcio finlandese († 2014)
- 6 gennaio - Grazia Honegger Fresco, pedagogista italiana († 2020)
- 6 gennaio - Babrak Karmal, politico afghano († 1996)
- 6 gennaio - Francesco Martorelli, politico italiano († 2008)
- 6 gennaio - Luigi Tassinari, politico italiano († 2014)
- 7 gennaio - Edelmiro Arévalo, calciatore paraguaiano († 2008)
- 7 gennaio - Mario Bergamaschi, calciatore italiano († 2020)
- 7 gennaio - Kenneth Henry, pattinatore di velocità su ghiaccio statunitense († 2009)
- 7 gennaio - Terry Moore, attrice e scrittrice statunitense
- 8 gennaio - Becky Behar, saggista e superstite dell'Olocausto turca († 2009)
- 8 gennaio - Saeed Jaffrey, attore indiano († 2015)
- 8 gennaio - Domenico Marrara, carabiniere italiano († 1979)
- 8 gennaio - Wolfgang Peters, calciatore tedesco († 2003)
- 8 gennaio - Johan Van Den Steen, pallanuotista belga († 1996)
- 9 gennaio - Fred Diute, cestista statunitense († 2004)
- 9 gennaio - Brian Friel, drammaturgo e scrittore irlandese († 2015)
- 9 gennaio - Ulu Grosbard, regista cinematografico belga († 2012)
- 9 gennaio - Krum Janev, calciatore bulgaro († 2012)
- 9 gennaio - Heiner Müller, drammaturgo e poeta tedesco († 1995)
- 9 gennaio - Al Purvis, hockeista su ghiaccio canadese († 2009)
- 9 gennaio - Kurt Zaro, calciatore e allenatore di calcio tedesco († 2001)
- 9 gennaio - Guido Zurli, regista italiano († 2009)
- 10 gennaio - James Neil Atkinson, bobbista statunitense († 2010)
- 10 gennaio - Leda Colombini, politica, attivista e sindacalista italiana († 2011)
- 10 gennaio - Ezio Gribaudo, artista, editore e grafico italiano († 2022)
- 10 gennaio - Douglas Hickox, regista inglese († 1988)
- 10 gennaio - Tony Soper, ornitologo, naturalista e conduttore televisivo britannico († 2024)
- 11 gennaio - Rafael Eitan, generale e politico israeliano († 2004)
- 11 gennaio - Rune Erkers, cestista svedese († 2013)
- 11 gennaio - Carlo Gajani, fotografo, pittore e incisore italiano († 2009)
- 11 gennaio - Miroslava Hejná, ex cestista cecoslovacca
- 11 gennaio - Flavio Mengoni, politico e avvocato italiano († 2013)
- 11 gennaio - Nicoletta Orsomando, annunciatrice televisiva italiana († 2021)
- 11 gennaio - Costantino Rozzi, dirigente sportivo e imprenditore italiano († 1994)
- 11 gennaio - Dietmar Seyferth, chimico tedesco († 2020)
- 11 gennaio - Wanda Wiłkomirska, violinista e insegnante polacca († 2018)
- 11 gennaio - Nur al-Din al-Atassi, politico siriano († 1992)
- 12 gennaio - Manlio Brigaglia, storico e giornalista italiano († 2018)
- 12 gennaio - Willie Francis, criminale statunitense († 1947)
- 12 gennaio - Jaakko Hintikka, filosofo finlandese († 2015)
- 12 gennaio - Pierre Le Guen, fumettista e scrittore francese († 2022)
- 12 gennaio - Alasdair MacIntyre, filosofo britannico († 2025)
- 12 gennaio - Daniel Rothman, scrittore e drammaturgo tedesco († 1963)
- 12 gennaio - Alex Thomson, direttore della fotografia britannico († 2007)
- 12 gennaio - György Tumpek, nuotatore ungherese († 2022)
- 13 gennaio - Antônio Aureliano Chaves de Mendonça, politico brasiliano († 2003)
- 13 gennaio - Viktor Fomin, allenatore di calcio e calciatore sovietico († 2007)
- 13 gennaio - Pentti Laaksonen, cestista finlandese († 2005)
- 13 gennaio - Marianna Nagy, pattinatrice artistica su ghiaccio ungherese († 2011)
- 13 gennaio - Alois Partl, politico austriaco
- 13 gennaio - Joe Pass, chitarrista statunitense († 1994)
- 13 gennaio - Françoise Prévost, attrice francese († 1997)
- 13 gennaio - Gilles Ségal, attore e drammaturgo rumeno († 2014)
- 14 gennaio - Fritz Bornmann, filologo classico italiano († 1997)
- 14 gennaio - Antonio Corazza, pittore e scenografo italiano († 1980)
- 14 gennaio - Gheorghe Fiat, pugile rumeno († 2010)
- 14 gennaio - Vladimir Kondrašin, allenatore di pallacanestro sovietico († 1999)
- 14 gennaio - Aleksandar Petrović, regista serbo († 1994)
- 14 gennaio - John Rousakis, politico statunitense († 2010)
- 14 gennaio - Gian Stellari, direttore d'orchestra e compositore italiano
- 15 gennaio - Ronnie Allen, calciatore e allenatore di calcio inglese († 2001)
- 15 gennaio - Helon Blount, attrice e cantante statunitense († 2005)
- 15 gennaio - Earl Hooker, chitarrista statunitense († 1970)
- 15 gennaio - Martin Luther King, attivista, politico e pastore protestante statunitense († 1968)
- 15 gennaio - Franca Nuti, attrice e insegnante italiana († 2024)
- 15 gennaio - Lord Woodbine, produttore discografico, tastierista e cantante trinidadiano († 2000)
- 16 gennaio - Bruno Belin, calciatore jugoslavo († 1962)
- 16 gennaio - Shigeru Kôyama, attore giapponese († 2017)
- 17 gennaio - Umberto Borghi, baritono italiano († 2009)
- 17 gennaio - Alfred Delcourt, arbitro di calcio belga († 2012)
- 17 gennaio - Carla Guiducci Bonanni, bibliotecaria italiana († 2013)
- 17 gennaio - Raffaele Matarazzo, scrittore e saggista italiano († 2023)
- 17 gennaio - Alberto Piferi, sceneggiatore, dialoghista e linguista italiano († 2016)
- 17 gennaio - Jacques Plante, hockeista su ghiaccio canadese († 1986)
- 17 gennaio - Antonio Ignacio Velasco García, cardinale e arcivescovo cattolico venezuelano († 2003)
- 17 gennaio - Antonio Zapattini, cestista paraguaiano († 2019)
- 18 gennaio - Maria Luisa Baldoni, politica italiana († 2012)
- 18 gennaio - Epifanio Cataldo Giudiceandrea, politico italiano
- 18 gennaio - Pierick Houdy, compositore, organista e pianista francese († 2021)
- 18 gennaio - Belinda Wright, ballerina inglese († 2007)
- 19 gennaio - Nicholas Ambraseys, sismologo greco († 2012)
- 19 gennaio - Red Amick, pilota automobilistico statunitense († 1995)
- 19 gennaio - Carl-Ebbe Andersen, canottiere danese († 2009)
- 19 gennaio - Antonio Cancellieri, ex calciatore italiano
- 19 gennaio - Micaela Giustiniani, attrice e doppiatrice italiana
- 20 gennaio - Jimmy Cobb, batterista statunitense († 2020)
- 20 gennaio - Arte Johnson, attore statunitense († 2019)
- 20 gennaio - Jean-Jacques Perrey, compositore francese († 2016)
- 20 gennaio - Fireball Roberts, pilota automobilistico statunitense († 1964)
- 21 gennaio - Radley Metzger, regista statunitense († 2017)
- 21 gennaio - Denis Sanders, regista statunitense († 1987)
- 22 gennaio - Grazia Barcellona, pattinatrice artistica su ghiaccio italiana († 2019)
- 22 gennaio - Charles Alvin Beckwith, militare statunitense († 1994)
- 22 gennaio - Antonio Braga, compositore, critico musicale e giornalista italiano († 2009)
- 22 gennaio - Petr Eben, organista e compositore ceco († 2007)
- 22 gennaio - Fritz Lobinger, vescovo cattolico e missionario tedesco († 2025)
- 23 gennaio - Armando Cavazzuti, calciatore e allenatore di calcio italiano († 2014)
- 23 gennaio - Marie Rose Chambenoit, cestista francese († 2019)
- 23 gennaio - Filarete di Kiev, arcivescovo ortodosso ucraino
- 23 gennaio - Horst Franke, calciatore tedesco orientale († 2006)
- 23 gennaio - Jan Hertl, calciatore cecoslovacco († 1996)
- 23 gennaio - Giorgio Odaglia, medico e pallanuotista italiano († 2018)
- 23 gennaio - John Charles Polanyi, chimico tedesco
- 23 gennaio - Gino Zanoni, allenatore di calcio e ex calciatore italiano
- 24 gennaio - Gianfranco Maselli, compositore, organista e musicologo italiano († 2009)
- 24 gennaio - Jacques Réda, poeta e critico musicale francese († 2024)
- 24 gennaio - Ghan Singh, saggista e poeta indiano († 2009)
- 24 gennaio - John Aloysius Ward, arcivescovo cattolico britannico († 2007)
- 25 gennaio - Elizabeth Allen, attrice statunitense († 2006)
- 25 gennaio - Ed Beach, cestista statunitense († 1996)
- 25 gennaio - Federico Brini, politico italiano († 2007)
- 25 gennaio - Renato Corà, politico italiano († 2015)
- 25 gennaio - Ladislav Demšar, cestista e allenatore di pallacanestro jugoslavo († 1992)
- 25 gennaio - Robert Faurisson, saggista e pubblicista francese († 2018)
- 25 gennaio - Benny Golson, musicista e compositore statunitense († 2024)
- 25 gennaio - Michael Michai Kitbunchu, cardinale e arcivescovo cattolico thailandese
- 25 gennaio - Éveline Plicque-Andréani, compositrice, musicologa e pedagoga francese († 2018)
- 25 gennaio - Zeke Sinicola, cestista statunitense († 2011)
- 26 gennaio - Jules Feiffer, sceneggiatore, fumettista e disegnatore statunitense († 2025)
- 26 gennaio - Ada Fighiera-Sikorska, esperantista polacca († 1996)
- 26 gennaio - Frank Marshall, allenatore di calcio e calciatore inglese († 2015)
- 26 gennaio - Gordon Solie, commentatore televisivo e giornalista statunitense († 2000)
- 27 gennaio - Hans Berliner, scacchista statunitense († 2017)
- 27 gennaio - Zdenek Ceplecha, astronomo ceco († 2009)
- 27 gennaio - Mohamed Al-Fayed, imprenditore egiziano († 2023)
- 27 gennaio - György Gurics, lottatore ungherese († 2013)
- 27 gennaio - Carlo Meliciani, baritono italiano († 2022)
- 27 gennaio - Susan Reynolds, storica britannica († 2021)
- 27 gennaio - Barbara York Main, aracnologa australiana († 2019)
- 28 gennaio - Bob Bass, allenatore di pallacanestro e dirigente sportivo statunitense († 2018)
- 28 gennaio - Mario Bertolo, ciclista italiano († 2009)
- 28 gennaio - Acker Bilk, clarinettista e cantante britannico († 2014)
- 28 gennaio - Vanja Blomberg, ex ginnasta svedese
- 28 gennaio - Ernesto Di Fresco, imprenditore e politico italiano († 2002)
- 28 gennaio - Glenn W. Ferguson, diplomatico statunitense († 2007)
- 28 gennaio - Edith M. Flanigen, chimica statunitense
- 28 gennaio - Tullio Gregory, filosofo e storico della filosofia italiano († 2019)
- 28 gennaio - Ali Mirzaei, sollevatore iraniano († 2020)
- 28 gennaio - Claes Oldenburg, artista e scultore svedese († 2022)
- 28 gennaio - Nikolaj Paršin, calciatore sovietico († 2012)
- 28 gennaio - Franz Reitz, ciclista su strada, pistard e ciclocrossista tedesco († 2011)
- 28 gennaio - Luigi Stradella, pittore italiano († 2020)
- 28 gennaio - Clem Thomas, giornalista britannico († 1996)
- 29 gennaio - Francesco Bruni, politico italiano († 2024)
- 29 gennaio - Józef Gara, poeta polacco († 2013)
- 29 gennaio - Jerry Hoyt, pilota automobilistico statunitense († 1955)
- 29 gennaio - Joseph Kruskal, statistico e matematico statunitense († 2010)
- 29 gennaio - William McMillan, tiratore a segno statunitense († 2000)
- 29 gennaio - Puggy Pearson, giocatore di poker statunitense († 2006)
- 29 gennaio - Elio Petri, regista, sceneggiatore e critico cinematografico italiano († 1982)
- 29 gennaio - Ed Shaughnessy, batterista statunitense († 2013)
- 30 gennaio - Isamu Akasaki, fisico e ingegnere giapponese († 2021)
- 30 gennaio - Boštjan Hladnik, regista sloveno († 2006)
- 30 gennaio - Morton Stevens, compositore statunitense († 1991)
- 30 gennaio - Lucille Teasdale, medico canadese († 1996)
- 31 gennaio - Girolamo Arnaldi, storico italiano († 2016)
- 31 gennaio - Luigi Cortesi, storico, politologo e saggista italiano († 2009)
- 31 gennaio - Andy Milligan, regista e produttore cinematografico statunitense († 1991)
- 31 gennaio - Rudolf Ludwig Mössbauer, fisico tedesco († 2011)
- 31 gennaio - Jean Simmons, attrice britannica († 2010)
- 31 gennaio - Michele Tantalo, politico italiano († 2020)
- 31 gennaio - Giuseppe Uncini, scultore e pittore italiano († 2008)